# BEST 2006-2016
『BEST 2006-2016』（ベスト・ニマルマルロク-ニマルイチロク）は、日本の音楽ユニット・Hilcrhymeが2017年4月5日にユニバーサルJから発売した2作目のベスト・アルバムである。

## 内容
- 結成10周年を記念して制作された、初のオールタイム・ベストアルバム。
- アルバムの曲順は2016年に行われたツアー「Hilcrhyme 10th Anniversary TOUR 2016 BEST10」のセットリストを決めるにあたり実施されたファン投票の結果から選出され、1位から順に収録されている。
- 2018年3月にDJ KATSUが、2017年12月に起こした不祥事のために脱退したため、2人体制としては最後のアルバムとなった。

## 収録曲

### Disc 1
1. 大丈夫
2. 春夏秋冬
3. パラレル・ワールド
4. 想送歌
5. 友よ
6. Lost love song
7. Your Smile
8. New Era
9. エール
10. トラヴェルマシン
11. 光
12. 言えない 言えない
13. 鼓動
14. no one
15. もうバイバイ -Indies Version-
ボーナス・トラック。ランキングの内容には関係なく収録されている。

### Disc 2
1. 続・押韻見聞録 -未踏-
2. ジグソーパズル
3. ルーズリーフ
4. Summer Up
5. パーソナルCOLOR
6. リサイタル ~ヒルクライム交響楽団 作品第1番変ヒ短調~
7. もうバイバイ
8. Changes
9. 純也と真菜実
シングルバージョンで収録。
10. 内容の無い手紙
11. NEW DAY, NEW WORLD
12. 我ガママ
13. MESSAGE BOX
14. RIDERS HIGH
15. FLOWER BLOOM

### Disc 3
1. 蛍
2. YUKIDOKE
3. Little Samba〜情熱の金曜日〜
4. My Place
5. NOISE
6. Please Cry
7. Kaleidoscope
8. No.109
9. LIFE IS GOOD
10. HAKU-SAN
11. LOOP
12. 押韻見聞録
13. 射程圏内 feat.SUNSQRIT
14. BAR COUNTER
15. The Woman In The Elevator